# Lorenzo Bolano
Lorenzo Bolano (Catania, 1540 circa – Catania, tra il 1613 e il 1633) è stato un filosofo, medico e archeologo italiano.

## Vita e opere
Assai scarse sono le notizie sulla vita di questo personaggio. Quel poco che sappiamo viene riassunto nell'opera del Mongitore: insegnò a Catania medicina per più di 20 anni a partire dal 1572,  quindi nel periodo tra il 1578 e il 1590 intraprese l'insegnamento anche di filosofia alternando i due insegnamenti per tutta la carriera. Non si hanno più notizie certe su di lui dopo il 1593 anche se c'è la presenza del suo nome nei rotuli dell'Università di Catania fino al 1613, anno probabile della sua morte.
Nel XVI secolo fu uno dei più eminenti esponenti dell'ateneo catanese: chiamato dallo storico seicentesco concittadino Giovambattista De Grossi « medicinae, anatomes ac matheseos peritissimus », acquisìo grande fama di professore e di medico. 
Dal 1603 per un breve periodo lo troviamo presso il Collegio dei gesuiti di Palermo come lettore di fisica e anatomia con il "favoloso stipendio di ottocento onze annue"; nel 1607 torna ad insegnare a Catania.
Fu un seguace della tradizione aristotelica rinascimentale ed un tipico esempio di medico umanista, unendo all'interesse per le indagini mediche e naturali quello per gli studi letterari, filosofici e antiquari.
Nel 1596 stampava a Messina un Opus logicum, compendio di filosofia aristotelica e frutto del suo insegnamento logico, scrisse anche di retorica e fisica ed abbiamo notizie di un'opera naturalistica sull'Etna, il Discorso di Mongibello ma l'opera cui maggiormente è legato è un Chronicon urbis Catinae, andato perduto dopo il 1693, in cui ci lascia preziose notizie e descrizioni su Catania e le sue vestigia storiche prima della catastrofica eruzione dell'Etna del 1669 che profondamente ne cambiò paesaggio, fisionomia ed urbanistica.
Il Chronicon rappresenta un raro esempio cinquecentesco di indagine archeologica diretta su Catania e rimarrà uno dei pochi lavori utili e seri sulle antichità della città etnea per tutto il Seicento. Riguarda, tra l'altro, l'anfiteatro romano, l'acquedotto romano, gli Archi, il tempio di Cerere, la Naumachia, l'Ippodromo. Per questi ultimi due edifici è una delle poche fonti a noi rimaste. Pietro Carrera e Giovanni Battista Grossi attinsero direttamente dal manoscritto, traendone spunto per le loro opere e pubblicando i pochi frammenti a noi rimasti.
Eppure Bolano subì una grave umiliazione: nell'anno in cui si perdono le sue tracce, il 1613, presentatosi a chiedere l'incarico di filosofia nell'Università dove con onore insegnava da oltre quattro decenni, i filosofi ecclesiastici lo contrastarono preferendo il secolare Francesco Riccioli. Il venerando medico-archeologo riottenne l'insegnamento solo per « grazia » del viceré Pietro Giron de Osuna, una nomina, sottolinea Matteo Gaudioso, « peggiore di una sconfitta, forse la prima e ultima umiliazione del Bolano, scomparso successivamente dalla scena. Fu il suo ultimo anno di insegnamento e forse di vita ».